# Лазарица (песма)
Лазарица је српска традиционална песма из 2020. године коју изводи Урош Живковић. Песма и спот се базирају на Косовском боју.